# دزرت سنتر (کالیفرنیا)
دزرت سنتر (به انگلیسی: Desert Center) یک منطقهٔ مسکونی در ایالات متحده آمریکا است که در شهرستان ریورساید، کالیفرنیا واقع شده‌است. دزرت سنتر ۷۸٫۷۹۹ کیلومتر مربع مساحت و ۲۰۴ نفر جمعیت دارد و ۱۹۹٫۹۵ متر بالاتر از سطح دریا واقع شده‌است.